# Stefan Nijland
Stefan Nijland (* 10. August 1988 in Hoogezand-Sappemeer, auch Stef Nijland) ist ein niederländischer Fußballspieler und -trainer. Der Stürmer spielt seit 2020 beim Amateurverein DVS 33 Ermelo.

## Karriere
Nijland durchlief die Nachwuchsabteilung des FC Groningen, ehe er zur Saison 2007/08 in den Profikader des Vereins aufgenommen wurde. Am 18. August 2007, kurz nach seinem 19. Geburtstag gab der Offensivspieler sein Debüt in der Eredivisie. Im Spiel gegen NAC Breda wurde er in der 80. Minute für Marcus Berg eingewechselt. Nach nur einer Spielzeit in Groningen lockte ihn die PSV Eindhoven ins Philips Stadion. Bei den Rot-Weißen kam Nijland jedoch nur unregelmäßig zum Einsatz und war hinter Stürmern wie Danko Lazović, Danny Koevermans und Ola Toivonen nur Ergänzungsspieler. In der Saison 2009/10 wurde er daher an den Ligakonkurrenten Willem II aus Tilburg ausgeliehen. In der Saison 2010/11 kam er bei PSV erneut lediglich zu vier Kurzeinsätzen in der Rückrunde. Zur Saison 2011/12 entschlossen sich PSV und Nijland daher, ihn an den Ligakonkurrenten N.E.C. aus Nijmegen auszuleihen, damit er sich weiterentwickeln könne. Bei N.E.C. sollte Nijland vorrangig auf der Linksaußenposition spielen, auf der in der Saison 2010/11 zuletzt meist Mittelfeldspieler John Goossens eingesetzt wurde. Er kam jedoch nur zu 14 Einsätzen in der Ehrendivision und kehrte nach Auslaufen seines Leihvertrages nach Eindhoven zurück. Nachdem er in der Hinrunde der Spielzeit 2012/13 ohne Pflichtspieleinsatz für Eindhoven geblieben war, wurde er für die Rückrunde an den australischen Erstligisten Brisbane Roar verliehen.
Im Sommer 2013 nahm ihn der PEC Zwolle unter Vertrag, bei dem er die folgenden fünf Jahre verbrachte. Dort fungierte er zumeist als Ergänzungsspieler. Mit dem Verein gewann er 2014 den KNVB-Pokal sowie die Johan-Cruyff-Schale. In der Saison 2014/15 gelangen ihm in der Liga in 30 Einsätzen insgesamt elf Tore, womit er gemeinsam mit Tomáš Necid der erfolgreichste Torschütze der Mannschaft wurde. In der anschließenden Spielzeit 2015/16 erhielt er wieder weniger Spielzeit, wobei ihm in 26 Einsätzen noch sechs Treffer gelangen. In den folgenden beiden Spielzeiten fiel er jeweils größere Teile der Saison verletzungsbedingt aus und verließ den Verein im Sommer 2018. Stattdessen schloss er sich dem Ligakonkurrenten BV De Graafschap an, mit dem er 2019 in die zweitklassige Eerste Divisie abstieg. Nach einem weiteren Jahr dort wechselte er 2020 in den Amateurbereich zum Viertligisten DVS 33 Ermelo.
Parallel zu seiner Spielertätigkeit in Ermelo trat er im Sommer 2024 auch dem Trainerteam bei den Go Ahead Eagles Deventer als Co-Trainer der U21-Mannschaft bei.

## Erfolge
- Niederländischer Pokalsieger: 2013/14
- Niederländischer Supercupsieger: 2008

## Wissenswertes
- Nijlands Vater Hans Nijland war sportlicher Direktor beim FC Groningen.